# Pitchfork & Lost Needles
Pitchfork & Lost Needles è un album discografico di raccolta del gruppo musicale rock statunitense Clutch, pubblicato nel 2005.

## Tracce
1. Wicker – 3:30
2. Arcadia – 3:00
3. Juggernaut – 3:37
4. Far Country – 3:49
5. Nero's Fiddle – 3:33
6. Passive Restraints (Demo) – 3:02
7. Bacchanal (Demo) – 3:49
8. Milk of Human Kindness (Demo) – 4:09
9. What Would a Wookie Do? – 4:26
10. Bottoms Up, Socrates – 3:40